# Cơ sở (Euclid)

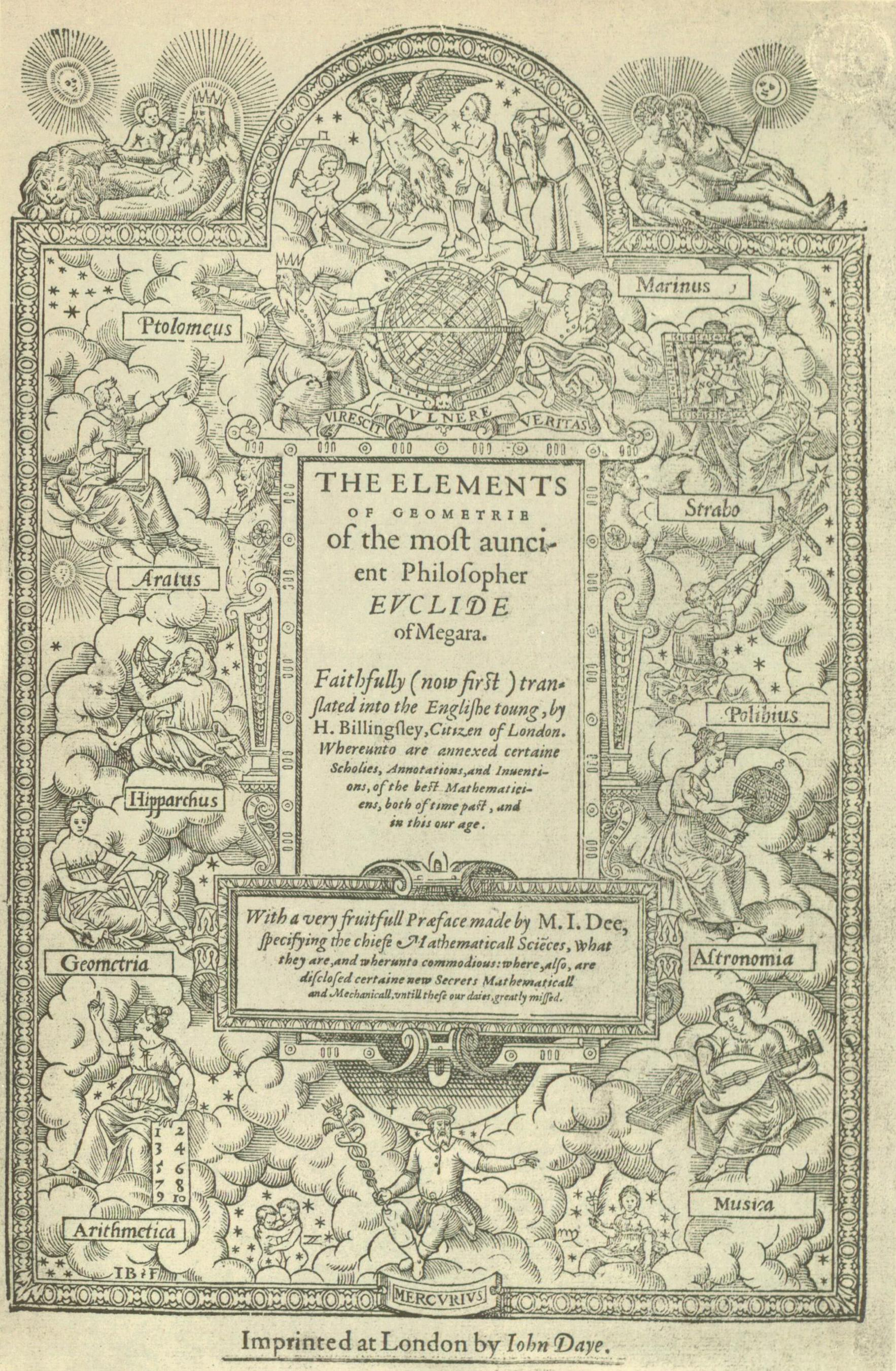
Bìa trước của bản dịch tiếng Anh đầu tiên của Henry Billingsley năm 1570

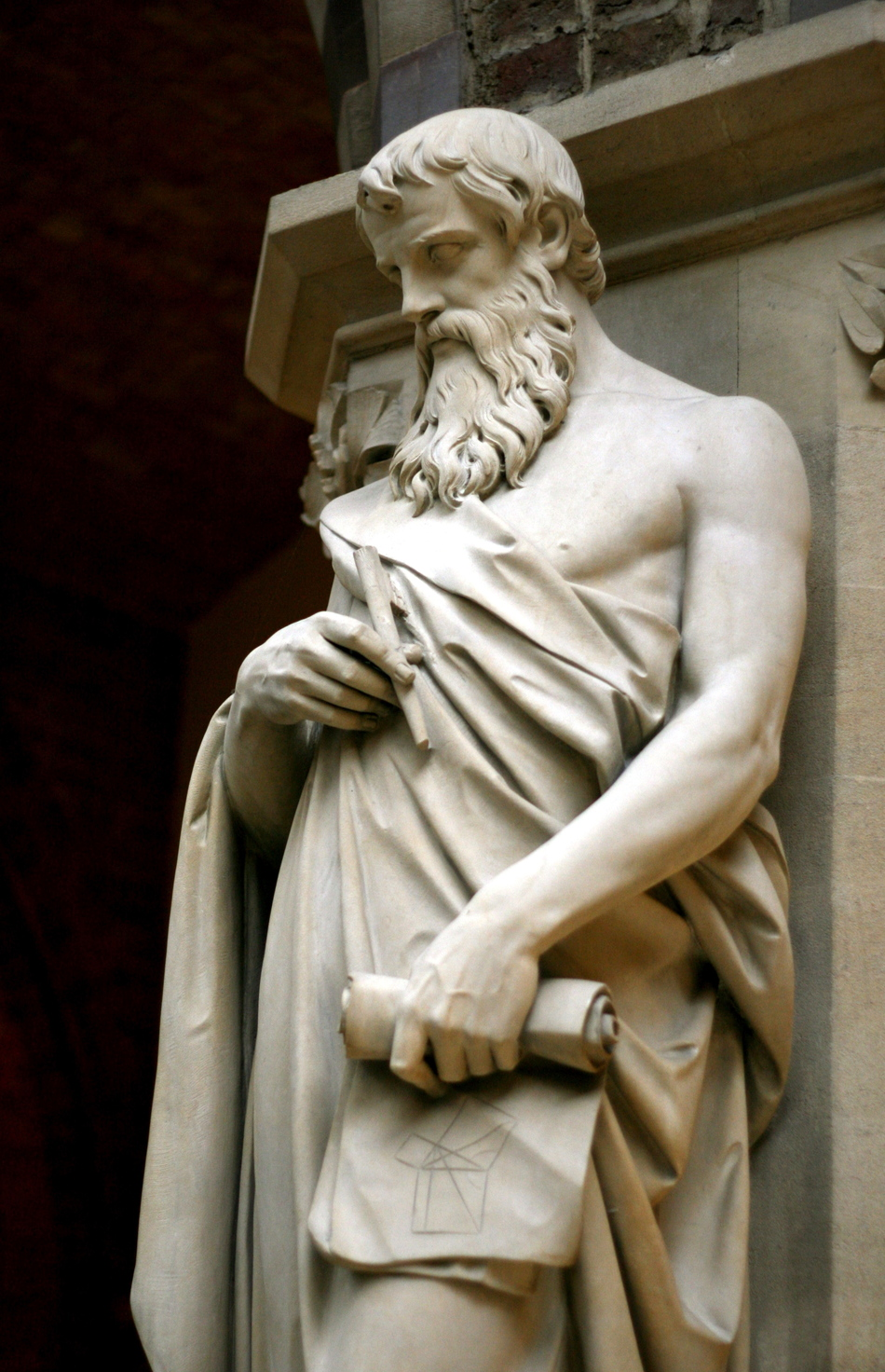
Euclid

Cơ sở (tiếng Anh: Elements, tiếng Hy Lạp cổ: Στοιχεῖα) là một tác phẩm chính luận Toán học, gồm có 13 cuốn sách nhỏ được viết bởi nhà toán học người Hy Lạp Euclid ở Alexandria, Vương quốc Ptolemy vào thế kỉ thứ 3 trước Công nguyên. Tác phẩm này ghi chép lại nhiều định nghĩa (gồm phép dựng hình và các định lý) và các chứng minh toán học cho các mệnh đề; đề cập đến các đối tượng trong hình học phẳng và không gian mà sau này được gọi là hình học Euclid, những nền móng cơ bản của lý thuyết số và sự hữu tỉ của một phân thức. Bộ sách này cũng đồng thời là một trong các tác phẩm toán học lớn còn tồn tại đến ngày nay, góp những viên gạch nền móng cho sự phát triển của logic và khoa học hiện đại mà phải tới thế kỉ XIX, người ta mới chỉ ra các sai lầm về mặt tư duy.
Bộ Cơ sở của Euclid được đánh giá là cuốn sách giáo khoa thành công và gây ảnh hưởng nhất từng được tạo ra. Đây cũng là một trong những công trình toán học sớm nhất được in sau khi kĩ thuật in được tìm ra và chỉ đứng sau Kinh Thánh về số lượng ấn bản đã được phát hành kể từ khi được in lần đầu vào năm 1482. Trong hàng thế kỉ, khi mà bộ bốn môn gồm số học, hình học, âm nhạc và thiên văn học chiếm phần lớn chương trình học của các sinh viên tại đại học, một vài phần của bộ Cơ sở này là bắt buộc phải nhớ đối với tất cả các sinh viên theo học. Cho tới trước thế kỉ thứ 20, khi mà nội dung của bộ sách này được dạy một cách đại trà thông qua các bộ sách giáo khoa của từng trường, khi đó người ta không còn coi nội dung của Cơ sở là thứ mà tất cả các học sinh đều đã học nữa. 

## Những nguyên lý đầu tiên
Trong công trình của mình tại Quyển 1, Euclid đưa vào 23 định nghĩa như điểm, đường thẳng và mặt phẳng, năm định đề (postulate) và năm tiên đề (common notion), sau này cả hai loại đều được gọi là tiên đề (axiom).
Các định đề trong quyển I:
1. Qua hai điểm bất kì, luôn luôn vẽ được một đường thẳng.
2. Đường thẳng có thể kéo dài ra vô tận.
3. Với tâm bất kì và bán kính bất kì, luôn luôn vẽ được một đường tròn.
4. Mọi góc vuông đều bằng nhau.
5. Nếu hai đường thẳng tạo với một đường thẳng thứ ba hai góc trong cùng phía có tổng nhỏ hơn 180o thì chúng sẽ cắt nhau về phía đó.

Các tiên đề trong quyển I:
1. Hai cái cùng bằng cái thứ ba thì bằng nhau.
2. Thêm những cái bằng nhau vào những cái bằng nhau thì được những cái bằng nhau.
3. Bớt đi những cái bằng nhau từ những cái bằng nhau thì được những cái bằng nhau.
4. Trùng nhau thì bằng nhau.
5. Toàn thể lớn hơn một phần.